# Tượng Thống nhất
Tượng Thống nhất (Hindi एकता की प्रतिमा, tiếng Anh Statue of Unity, Gujarati સ્ટેચ્યુ ઑફ યુનિટી) là pho tượng của chính trị gia Ấn Độ Vallabhbhai Patel (1875–1950) dựng tại huyện Narmada thuộc tiểu bang Gujarat, Ấn Độ. Khi hoàn tất đây là bức tượng cao nhất thế giới, đo được 182 mét (597 ft). Vallabhbhai Patel là một trong những nhà lãnh đạo nổi bật nhất của phong trào độc lập Ấn Độ, sau đó làm Phó Thủ tướng đầu tiên của Ấn Độ. Pho tượng nằm trên một hòn đảo trên sông đối diện với đập Narmada (còn gọi là đập Sardar Sarovar) gần Rajpipla, cách thành phố Vadodara 100 km về phía đông nam.
Tượng đài và phần bệ xung quanh chiếm hơn 20.000 mét vuông (220.000 sq ft), đặt trên hòn đảo bốn bề sông nước, có hai cây cầu nối vào bờ. Sông Narmada ở đoạn này có đập nước Sardar Sarovar chắn ngang ở hạ nguồn tạo nên hồ nước nhân tạo rộng 12 km² (4,6 sq mi). Hãng thầu Larsen & Toubro đảm nhiệm việc xây tượng với hợp đồng trị giá ₹2989 karor (US$470 million) (karor) ký vào Tháng 10, 2014 bao gồm giai đoạn: thiết kế, xây dựng và bảo trì. Nhà điêu khắc Ấn Độ Ram Vanji Suthar là tác giả. Công việc khởi công ngày 31 tháng 10 năm 2014 và hoàn thành vào giữa tháng 10 năm 2018. Lễ khánh thành có Thủ tướng Ấn Độ Narendra Modi chủ trì, nhằm ngày 31 Tháng 10, 2018 cũng trùng ngày sinh nhật thứ 143 của Patel.
Để vinh danh Sardar Vallabhai Patel, vốn được xem là người kế thừa chủ trương xây dựng nước Ấn Độ của Mahatma Gandhi, hun đúc các tiểu quốc thành một liên bang thống nhất, chính phủ Ấn đã chọn danh xưng "Thống nhất" để đặt cho công trình này.
Tượng được cấu tạo bằng bê tông, bên ngoài bọc lớp vỏ kim loại. Cùng với tượng đài là một nhà bảo tàng ở chân tượng; ngoài ra có sở nghiên cứu và khu giải trí. Nóc đài tưởng niệm là sân lộ thiên dùng làm đài quan sát cho du khách ghé thăm, chứa được khoảng 200 người.

## Chuẩn bị

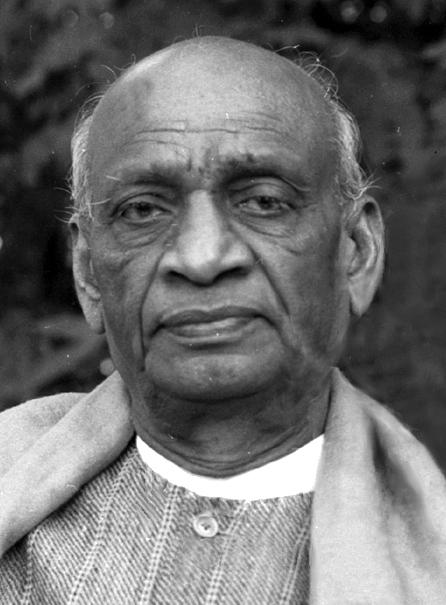
Vallabhbhai Patel là một trong những người cha sáng lập của nước Cộng hòa Ấn Độ

Dự án được công bố lần đầu tiên vào ngày 7 tháng 10 năm 2010. Sardar Vallabhbhai Patel Rashtriya Ekta Trust (SVPRET) được thành lập bởi chính quyền Gujarat để xây dựng bức tượng. Một chiến dịch có tên là Phong trào Tượng Thống nhất đã bắt đầu hỗ trợ việc xây dựng bức tượng. Nó giúp thu thập sắt cần thiết cho bức tượng bằng cách yêu cầu nông dân Ấn Độ tặng các dụng cụ nông nghiệp đã qua sử dụng của họ. Cuối cùng, 5.000 tấn (4.900 tấn dài, 5.500 tấn ngắn) đã được thu thập. Mặc dù ban đầu nó được dự tính trước cho bức tượng, nhưng sau đó nó đã quyết định rằng sắt được thu thập sẽ được sử dụng cho các phần khác của dự án.
Phong trào Tượng Thống nhất đã tổ chức một bản kiến nghị Suraaj ("quản trị tốt" trong tiếng Hindi) và đã được ký kết bởi khoảng 20 triệu người, đó là bản kiến nghị lớn nhất thế giới đã ký. Cuộc đua marathon mang tên Run For Unity được tổ chức vào ngày 15 tháng 12 năm 2013 ở một số nơi trên khắp Ấn Độ.

## Dự án

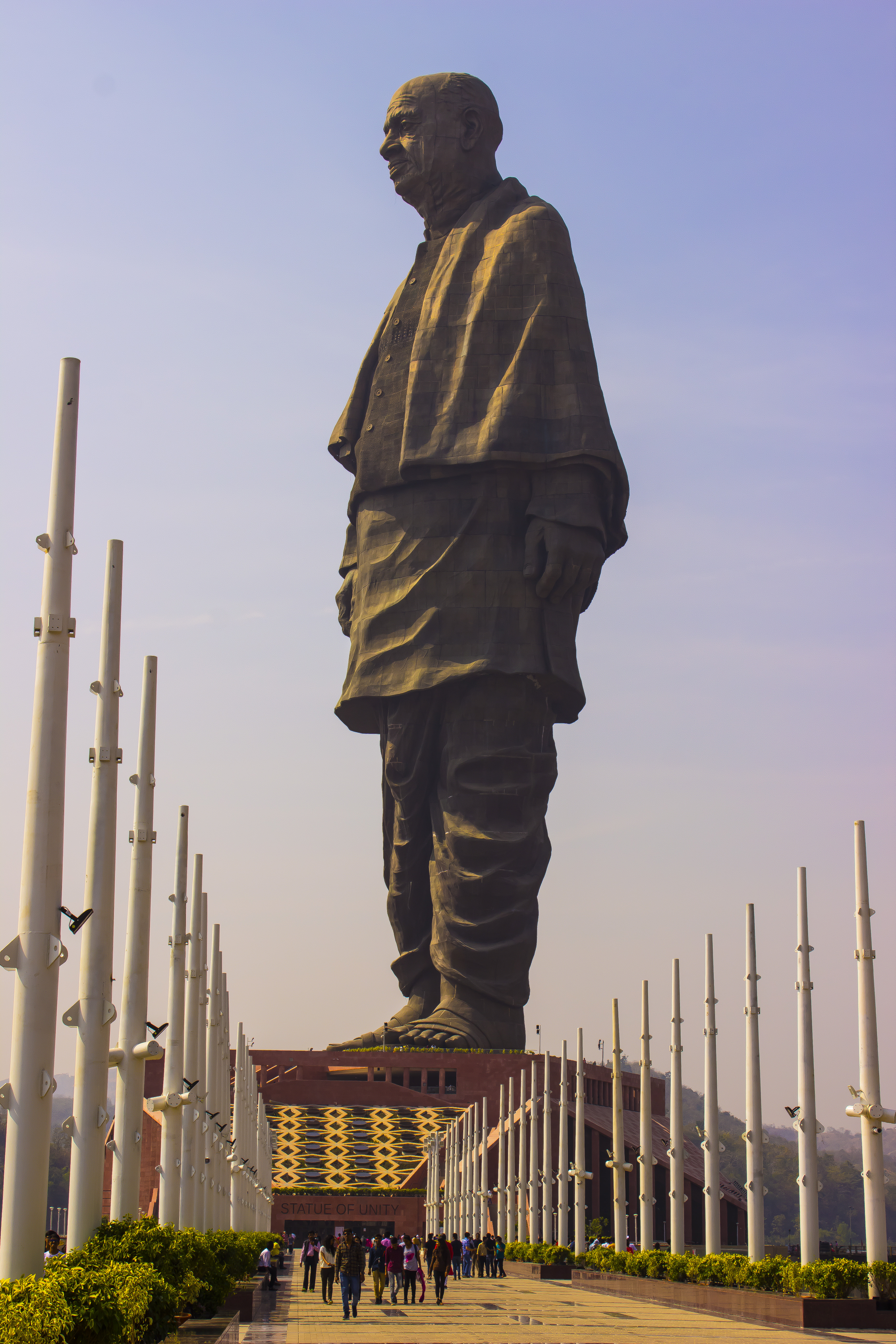

Tượng đài tượng trưng cho Vallabhbhai Patel, một lãnh đạo của phong trào độc lập Ấn Độ và Phó thủ tướng đầu tiên của đất nước. Nó được xây dựng trên một hòn đảo có tên là Sadhu Bet, cách 3,2 km (2,0 mi) và đối mặt với Đập Narmada. Tổng chiều cao của kết cấu từ cơ sở của nó là 240 m (790 ft), với một cơ sở 58 m (190 ft) và bức tượng 182 m (597 ft). Nó được xây dựng với khung thép, bê tông xi măng cốt thép và tấm ốp bằng đồng. Việc xây dựng bức tượng đã tốn 75,000 mét khối (2.648,6 ft khối) bê tông, 5,700 tấn (5,610 tấn Anh; 6,283 tấn Mỹ) kết cấu thép, 18,500 tấn (18,208 tấn Anh; 20,393 tấn Mỹ) sợi thép cốt và 22,500 tấn (22,145 tấn Anh; 24,802 tấn Mỹ) tấm đồng.
Trong giai đoạn đầu tiên, một cây cầu nối tượng với đất liền, đài tưởng niệm, tòa nhà trung tâm du khách, vườn tưởng niệm, khách sạn, trung tâm hội nghị, công viên giải trí, trung tâm nghiên cứu và viện nghiên cứu đang được xây dựng.

### Tài chính
Bức tượng được xây dựng dựa trên mô hình Đối tác Công tư (PPP), với hầu hết số tiền do Chính quyền Gujarat cấp. Chính quyền Gujarat đã phân bổ ₹ 2 tỷ (28 triệu đô la Mỹ) cho dự án trong ngân sách từ năm 2012 đến năm 2016.. Trong Ngân sách Liên minh 2014–15, khoản tiền trị giá $ 2 tỷ (28 triệu đô la) đã được phân bổ để xây dựng bức tượng.

### Xây dựng

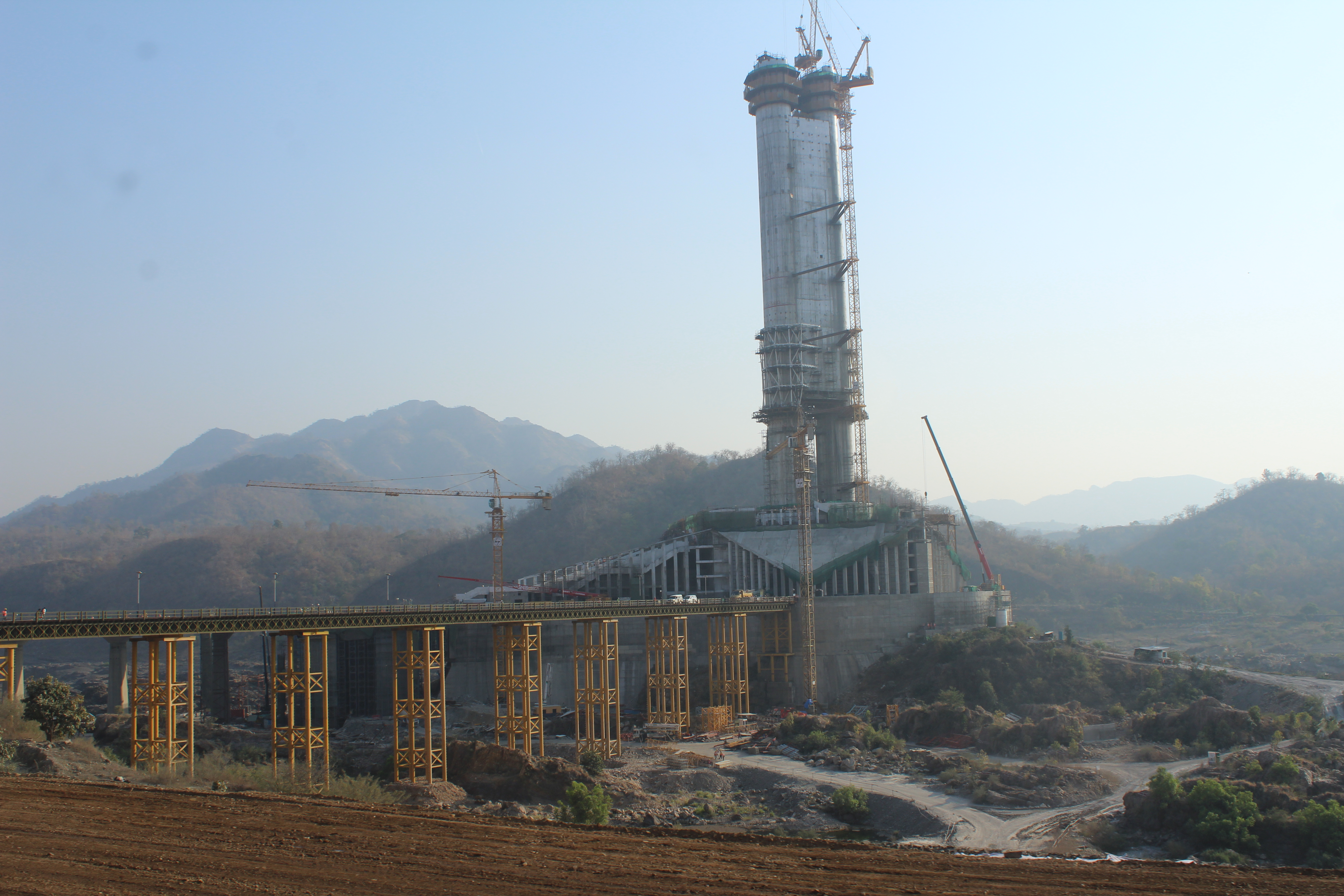
Bức tượng đang được xây dựng vào tháng 1 năm 2018

Tương quan chiều cao của một số bức tượng khổng lồ:
1. Tượng Thống nhất
2. Trung Nguyên Đại Phật 153 m (bao gồm 25 m bệ và 20 m ngai vàng)
3. Tượng Nữ thần Tự do 93 m (bao gồm 47 m bệ)
4. Tượng Mẹ Tổ quốc kêu gọi 87 m (bao gồm 2 m bệ)
5. Tượng Chúa Kitô Cứu Thế (Rio de Janeiro) 38 m (bao gồm 8 m bệ)
6. Tượng David 5,17 m

Một liên danh bao gồm Turner Construction (cũng là quản lý dự án của Burj Khalifa), Michael Graves and Associates và Meinhardt Group giám sát dự án. Phải mất 56 tháng để hoàn thành - 15 tháng để lập kế hoạch, 40 tháng cho xây dựng và hai tháng để bàn giao cho liên danh nhà thầu. Tổng chi phí của dự án được ước tính là khoảng $ 2,063 triệu (290 triệu USD) của chính phủ. Giá thầu đấu thầu cho giai đoạn đầu tiên được mời vào tháng 10 năm 2013 và đã bị đóng vào tháng 11 năm 2013.